# Famille Polvaro
 (août 2024).
La famille Polvaro (anc. Poluaro) est une famille patricienne de Venise, originaire de Lugano.

## Historique
Elle fut agrégée à la noblesse vénitienne le 23 juillet 1662 par versement de 100 000 ducats.
Les Polvaro s'éteignirent au début du XVIIIe siècle.

## Armes

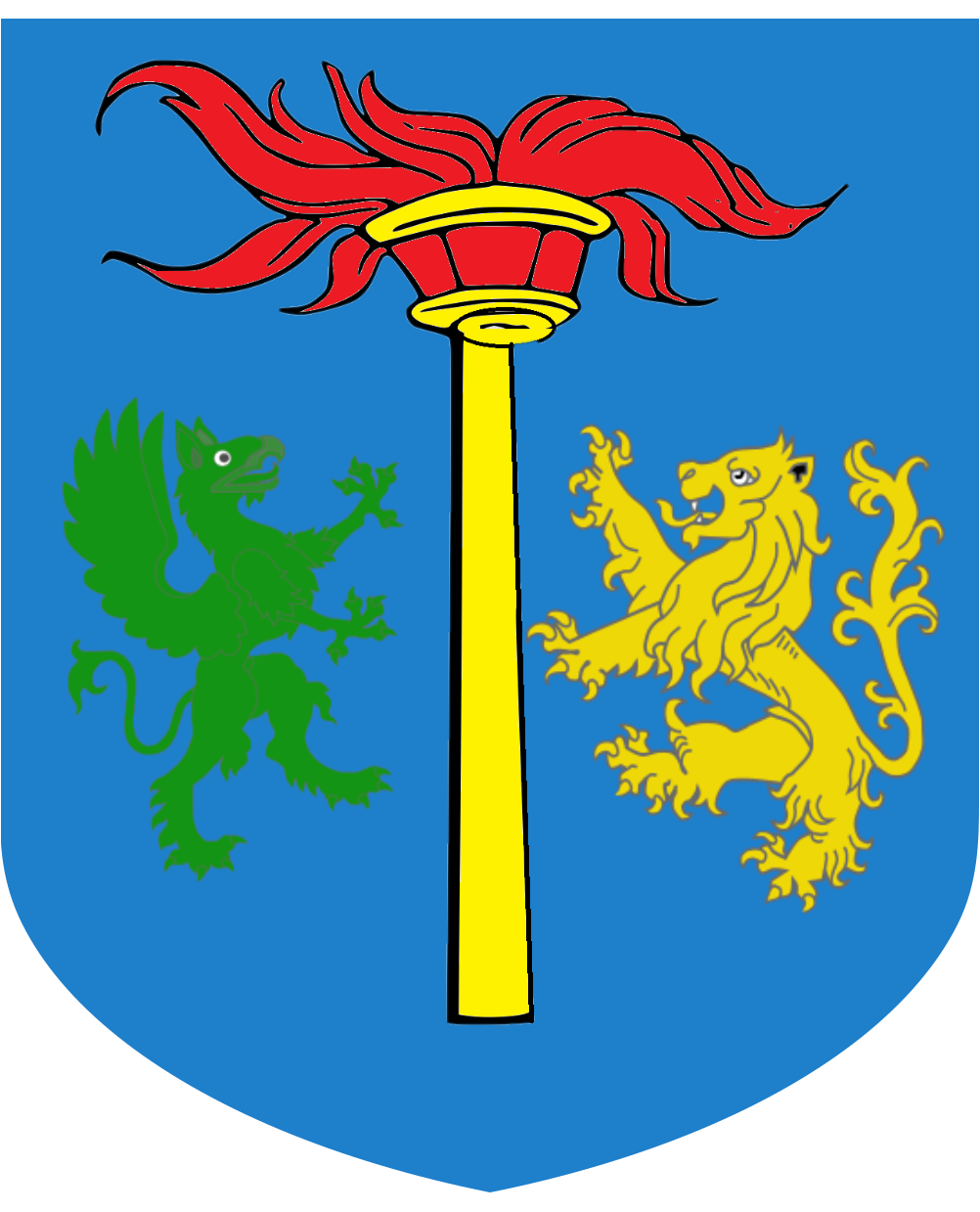
armes des Polvaro

Les armes des Polvaro se blasonnent ainsi d'azur à un dragon de sinople et un lion d'or affronté et tenant un fanal d'or allumé de gueules avec une étoile d'or en pointe.